# 阿内罗德·贾格纳特

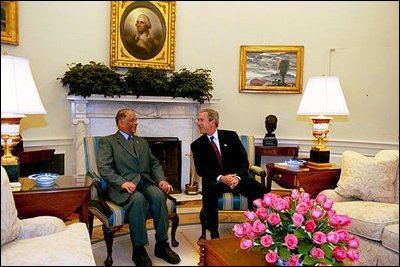
阿内罗德·贾格纳特（左）與美國總統小布希

阿內羅德·賈格納特爵士（英語：Sir Anerood Jugnauth，1930年3月29日—2021年6月3日
）毛里求斯政治人物。

## 生平
1951年至1954年，在英国学习法律，获律师资格。1965年参加在伦敦召开的毛独立制宪会议。1965至1967年，任自治政府发展国务部长、劳工部长。1971年加入战斗党后任该党主席。1982年6月与社会党联盟在大选中获胜，任政府总理。1983年战斗党分裂后另组社战党并任领袖至2003年。曾经在1983、1987和1991年的三次大选中获胜，蝉联总理。1995年大选失败后下野。2000年9月社战党联手战斗党赢得大选，贾格纳特第五次出任总理。
2003年10月7日起改任总统，2012年3月30日辞职。2014年12月7日第六次出任总理，2017年1月23日辞职，他的儿子普拉温德·贾格纳特接任总理职务。